# Iedereen is anders (album)
Iedereen is anders is een album van Het Goede Doel uit 1988. De volledige titel is eigenlijk Iedereen is anders volgens Het Goede Doel. Op dit album is de muziek en tekst geschreven en geproduceerd door de leden van Het Goede Doel (Henk Temming, Henk Westbroek en Sander van Herk), maar gezongen door tal van bekende (en minder bekende) artiesten. De muzikale uitvoering was weer wel van Het Goede Doel.
Het album is opgenomen in de Stu Stu Studio van Henk Temming en Sander van Herk in Utrecht en gemixt in Wisseloord te Hilversum.
Van de opbrengst van elk album ging twee gulden naar de door Herman van Veen opgerichte Stichting Colombine, die ijvert voor vakantievoorzieningen voor kinderen met lichamelijke en/of geestelijke problemen.
Het nummer Alles kan een mens gelukkig maken, gezongen door René Froger werd op single uitgebracht en bereikte de nummer-1 positie in de Nederlandse Top 40.

## Nummers
1. Iedereen is anders (Eenvoudig voorbeeld) - 0:40
2. Chanson de malheur - 5:45 - (door Marco Bakker)
3. Sara - 3:55 - (door Circus Custers)
4. Achter de wolken schijnt de zon - 3:59 - (door Johan Verminnen)
5. Speciale aanbieding - 4:02 - (door Nol Havens)
6. Tegenwoordig wordt weer helemaal net als vroeger - 3:17 - (door Rob de Nijs)
7. Vier films - 3:53 - (door Ramses Shaffy)
8. Jane - 3:54 - (door Peter te Bos)
9. Wat een dwaas... - 3:58 - (door Hans de Booij)
10. Alles kan een mens gelukkig maken - 4:04 - (door René Froger)
11. Iedereen is anders - 3:55 - (door Richenel)
12. Geen idee - 2:55 - (door Herman van Veen)
13. Toen hij nog bij ons woonde - 3:01 - (door Laura*)

* Laura van Koutrik, voormalig lid van Kinderen voor Kinderen.

## Singles van dit album
- Alles kan een mens gelukkig maken - nr. 1 (Nederland)
- Speciale aanbieding - tip8 (Nederland)

## Hitnotering
| "Iedereen is anders volgens Het Goede Doel" in de Nederlandse Album Top 100 - binnen: 03-12-1988 | "Iedereen is anders volgens Het Goede Doel" in de Nederlandse Album Top 100 - binnen: 03-12-1988 | "Iedereen is anders volgens Het Goede Doel" in de Nederlandse Album Top 100 - binnen: 03-12-1988 | "Iedereen is anders volgens Het Goede Doel" in de Nederlandse Album Top 100 - binnen: 03-12-1988 | "Iedereen is anders volgens Het Goede Doel" in de Nederlandse Album Top 100 - binnen: 03-12-1988 | "Iedereen is anders volgens Het Goede Doel" in de Nederlandse Album Top 100 - binnen: 03-12-1988 | "Iedereen is anders volgens Het Goede Doel" in de Nederlandse Album Top 100 - binnen: 03-12-1988 | "Iedereen is anders volgens Het Goede Doel" in de Nederlandse Album Top 100 - binnen: 03-12-1988 | "Iedereen is anders volgens Het Goede Doel" in de Nederlandse Album Top 100 - binnen: 03-12-1988 | "Iedereen is anders volgens Het Goede Doel" in de Nederlandse Album Top 100 - binnen: 03-12-1988 | "Iedereen is anders volgens Het Goede Doel" in de Nederlandse Album Top 100 - binnen: 03-12-1988 | "Iedereen is anders volgens Het Goede Doel" in de Nederlandse Album Top 100 - binnen: 03-12-1988 | "Iedereen is anders volgens Het Goede Doel" in de Nederlandse Album Top 100 - binnen: 03-12-1988 | "Iedereen is anders volgens Het Goede Doel" in de Nederlandse Album Top 100 - binnen: 03-12-1988 | "Iedereen is anders volgens Het Goede Doel" in de Nederlandse Album Top 100 - binnen: 03-12-1988 | "Iedereen is anders volgens Het Goede Doel" in de Nederlandse Album Top 100 - binnen: 03-12-1988 | "Iedereen is anders volgens Het Goede Doel" in de Nederlandse Album Top 100 - binnen: 03-12-1988 | "Iedereen is anders volgens Het Goede Doel" in de Nederlandse Album Top 100 - binnen: 03-12-1988 | "Iedereen is anders volgens Het Goede Doel" in de Nederlandse Album Top 100 - binnen: 03-12-1988 | "Iedereen is anders volgens Het Goede Doel" in de Nederlandse Album Top 100 - binnen: 03-12-1988 |
| Week                                                                                             | 01                                                                                               | 02                                                                                               | 03                                                                                               | 04                                                                                               |                                                                                                  | 05                                                                                               | 06                                                                                               | 07                                                                                               | 08                                                                                               | 09                                                                                               | 10                                                                                               | 11                                                                                               | 12                                                                                               | 13                                                                                               | 14                                                                                               | 15                                                                                               | 16                                                                                               | 17                                                                                               |                                                                                                  |
| ------------------------------------------------------------------------------------------------ | ------------------------------------------------------------------------------------------------ | ------------------------------------------------------------------------------------------------ | ------------------------------------------------------------------------------------------------ | ------------------------------------------------------------------------------------------------ | ------------------------------------------------------------------------------------------------ | ------------------------------------------------------------------------------------------------ | ------------------------------------------------------------------------------------------------ | ------------------------------------------------------------------------------------------------ | ------------------------------------------------------------------------------------------------ | ------------------------------------------------------------------------------------------------ | ------------------------------------------------------------------------------------------------ | ------------------------------------------------------------------------------------------------ | ------------------------------------------------------------------------------------------------ | ------------------------------------------------------------------------------------------------ | ------------------------------------------------------------------------------------------------ | ------------------------------------------------------------------------------------------------ | ------------------------------------------------------------------------------------------------ | ------------------------------------------------------------------------------------------------ | ------------------------------------------------------------------------------------------------ |
| Nummer                                                                                           | 84                                                                                               | 79                                                                                               | 81                                                                                               | 100                                                                                              | uit                                                                                              | 82                                                                                               | 41                                                                                               | 34                                                                                               | 32                                                                                               | 32                                                                                               | 31                                                                                               | 40                                                                                               | 41                                                                                               | 44                                                                                               | 59                                                                                               | 79                                                                                               | 91                                                                                               | 100                                                                                              | uit                                                                                              |